# Imperiet (film)
Imperiet (franska:L'Empire) är en fransk  dramakomedifilm som hade premiär den 18 februari 2024 vid Filmfestivalen i Berlin. Den är regisserad av Bruno Dumont, som även skrivit manus.
Filmen hade biopremiär i Sverige den 25 april 2025, utgiven av Njutafilms.

## Handling
Filmen utspelar sig i liten fiskeby på Frankrikes norra kust som blir plötsligt skådeplatsen för en maktkamp där själva universums existens står på spel.

## Rollista (i urval)
- Lyna Khoudri – Line
- Anamaria Vartolomei – Jane
- Camille Cottin – The Queen
- Fabrice Luchini – Belzébuth